# 지미 모랄레스
지미 모랄레스(스페인어: Jimmy Morales, 1969년 3월 18일~)는 과테말라의 정치인이다. 정치인 이전에는 코미디언이었으며, 2015년 10월 25일 결선투표 끝에 과테말라의 대통령으로 당선되었다.
가난한 집안에서 태어났으며, 산카를로스 데 과테말라 대학교에서 경영학과 신학을 공부했다. 이후 TV 코미디언으로서 20여 년간 활동하며 정치 풍자 쇼 등을 진행했다. 2011년 개명 신청을 통해 이름을 하메스 에르네스토 모랄레스 카브레라(스페인어: James Ernesto Morales Cabrera)에서 지금의 이름으로 바꾸었다. 또한 2011년 소규모 우익 정당 국가발전행동당의 소속으로 믹스코 시장 선거에 출마했으며, 2013년 소규모 우익 정당 국민통합전선당에 들어가 사무총장이 됐다.
2015년에는 국민통합전선당의 대통령 선거 후보로 지명됐다. 초반에는 당선 가능성이 없다고 여겨졌으나, 1차 투표에서 1위를 차지한 뒤 결선 투표에 진출했다. 선거 당시 구호는 '부패하지도 않았고, 훔치지도 않았다'(Ni corrupto, ni ladrón)였다. 국민주의를 표방하며, 사형 제도를 지지하고 낙태를 반대하였다. 또한 과테말라 원주민인 익실 족에 대한 집단 학살을 부정하였다.
2015년 10월 25일 결선투표 끝에 산드라 토레스 (알바로 콜롬 전 대통령의 부인)를 제치고 대통령으로 당선되었다. 언론에서는 모랄레스의 당선 요인을 전임 대통령 오토 페레스 몰리나와 부통령 록사나 발데티가 연루된 부패 혐의 등 기성 정치인들에 대한 불신에서 찾고 있다.
가족으로는 아내와 자녀 넷이 있다.